# Cojasca, Dâmbovița
Cojasca este satul de reședință al comunei cu același nume din județul Dâmbovița, Muntenia, România. Se află în partea de sud-est a județului, Muntenia, România.